# Wilhelm Michel
Wilhelm Michel (9 août 1877 - 16 avril 1942) est un écrivain allemand de la première moitié du XXe siècle. Il est un spécialiste du poète Friedrich Hölderlin. 

## Biographie
Wilhelm Michel naît le 9 août 1877, à Metz, une ville de garnison animée d'Alsace-Lorraine. Il grandit à Frankenstein dans le Palatinat, et étudie la philologie et le droit à Wurtzbourg et à Munich. En 1901, Wilhelm Michel s’installe à Munich, comme écrivain et critique littéraire.
À partir de 1906, il devient un collaborateur régulier de la revue Die Weltbühne. Il collaborera à cette revue jusqu'en 1930. En 1925, il reçoit le prix Georg-Büchner. En février 1933, il s’oppose à Carl von Ossietzky sur la mise en scène de la pièce de théâtre de Bertolt Brecht, Sainte Jeanne des Abattoirs. 
Wilhelm Michel décéda le 16 avril 1942, à Darmstadt, en Allemagne.
Son œuvre est aujourd’hui largement tombée dans l’oubli.

## Son œuvre
- Apollon und Dionysos. Dualistische Streifzüge 1904.
- Rainer Maria Rilke 1905.
- Der Zuschauer. Gedichte 1907.
- Das Teuflische und Groteske in der Kunst, 1911.
- Friedrich Hölderlin 1912.
- Der Mensch versagt 1920.
- Hölderlins abendländische Wendung 1923.
- Hölderlin und der deutsche Geist 1924.
- Das Leiden am Ich 1930.
- Das Leben Friedrich Hölderlins 1940.

## Sources
- Bibliographie sur Katalog der Deutschen Nationalbibliothek.